# Тіхеу
Тіхеу (рум. Tihău) — село у повіті Селаж в Румунії. Входить до складу комуни Сурдук.
Село розташоване на відстані 377 км на північний захід від Бухареста, 21 км на схід від Залеу, 54 км на північ від Клуж-Напоки.

## Населення
За даними перепису населення 2002 року у селі проживали 1080 осіб.
Національний склад населення села:
| Національність | Кількість осіб | Відсоток |
| -------------- | -------------- | -------- |
| румуни         | 1072           | 99,3%    |
| угорці         | 8              | 0,7%     |

Рідною мовою назвали:
| Мова      | Кількість осіб | Відсоток |
| --------- | -------------- | -------- |
| румунська | 1072           | 99,3%    |
| угорська  | 8              | 0,7%     |